# Toshiaki Miyamoto
Toshiaki Miyamoto (宮本 駿晃 Miyamoto Toshiaki?, Chiba, 4 de junio de 1999) es un futbolista japonés que juega como defensa en el Wuppertaler SV de la Regionalliga West.

## Trayectoria
En 2017 se unió al Kashiwa Reysol de la J2 League.

## Clubes
| Club                       | País     | Año       |
| -------------------------- | -------- | --------- |
| Kashiwa Reysol             | Japón    | 2017-2020 |
| Montedio Yamagata (cedido) | Japón    | 2020      |
| SV Straelen                | Alemania | 2021-2023 |
| Bremer SV                  | Alemania | 2023-2025 |
| Wuppertaler SV             | Alemania | 2025-     |